# Justo Benítez
Justo Benítez (Oaxaca de Juárez, Oaxaca; 2 de mayo de 1833 - Mixcoac, Ciudad de México; 12 de junio de 1900) fue un político y abogado mexicano que fue secretario de Hacienda durante el gobierno de Porfirio Díaz, entre 1876 y 1877.
Fue amigo de Porfirio Díaz desde que ambos estudiaban en el seminario de la ciudad de Oaxaca. Estudió leyes en el Instituto de Ciencias y Artes de Oaxaca. Contendió como candidato a la presidencia de la república en las elecciones federales de 1880, siendo derrotado por Manuel González Flores, compadre de Porfirio Díaz.
| Predecesor: Francisco Mejía Escalada | Secretario de Hacienda y Crédito Público 1876 - 1877 | Sucesor: Francisco Landero y Cos |

- Datos: Q5956931